# NGC 4619
NGC 4619 (również PGC 42594 lub UGC 7856) – galaktyka spiralna z poprzeczką (SBb/P), znajdująca się w gwiazdozbiorze Psów Gończych. Odkrył ją William Herschel 1 maja 1785 roku. Należy do galaktyk Seyferta typu 1.
W galaktyce tej zaobserwowano supernową SN 2006ac.